# Litauen ved sommer-OL 1928
Litauen deltager i Sommer-OL 1928. 12 sportsudøvere fra Litauen deltog i fire sportsgrene, boksning, atletik, cykling og vægtløftning, under Sommer-OL 1928 i Amsterdam. Litauen vandt ikke nogen medaljer. 

## Medaljer
| 1928 Amsterdam | Guld | Sølv | Bronze | Total |
| Litauen        | 0    | 0    | 0      | 0     |